# رود كاسترو
رود كاسترو (بالإنجليزية: Rod Castro)‏ هو كاتب أغاني وملحن أمريكي، ولد في 25 يونيو 1983.